# Stade clermontois Handball
Le Stade clermontois Handball (SCHB) est un club de handball français implanté à Clermont-Ferrand, en Auvergne. Fondé en 1973, le club est plus connu pour sa section féminine qui a évolué plusieurs saisons au deuxième niveau national. 
L'équipe fanion féminine, tout comme l'équipe fanion masculine, évolue en Prénationale (6e échelon), après avoir longtemps accaparé les premiers rôles aux niveaux supérieurs.

## Historique
Fondé en 1973, le club connaît ses premières heures de gloire en 1984 lorsque l'équipe fanion féminine accède pour en Nationale 2, ce qui constitue une première pour l'ensemble de la région. 
Entre 1985 et 1991, le club reste très performant tant au niveau national que régional. L'équipe féminine grimpe même en Nationale 1, à nouveau une première pour un club auvergnat, et manque de peu la montée en Division Nationale Performance, qui constitue alors l'élite du handball féminin français.
Après être redescendue entre-temps en Nationale 2, l'équipe première féminine remonte en Nationale 1 à l'issue de la saison 1992-1993. Après deux saisons à ce niveau, l'année 1995 est marquée par une nouvelle descente en Nationale 2. Dès lors commence une série de montées-descentes successives entre ces deux niveaux.
En 2006-2007, le SCHB termine relégable en Nationale 1 et descend à nouveau en Nationale 2. C'est le début d'une rapide descente aux enfers, sanctionnant un laxisme général au niveau du club. À l'issue de la saison 2007-2008, le club descend encore d'un échelon et atteint pour la première fois depuis bien longtemps la Nationale 3. L'équipe ne tient pas plus d'une saison à ce niveau et descend encore pour disparaître du paysage handballistique national pour la première fois depuis 1984. L'équipe reste en Prénationale (premier échelon régional) durant deux saisons. En 2011, l'accession en Nationale 3 est entérinée quelques journées avant la fin de l'exercice et concrétise la volonté du club de repartir sur de nouvelles bases après les années noires (2006-2010), qui ont donc vu le club descendre de 3 échelons en autant de saisons. En 2012, le SCHB retrouve la Prénationale après avoir fini la saison à l'avant-dernière place de la N3.
Principalement connu pour sa section féminine, le SCHB ne néglige pas non plus le handball masculin. 
En effet, à l'heure actuelle, le collectif masculin évolue au deuxième échelon régional (Excellence régionale) après avoir été sacré en 2010 champion du Puy-de-Dôme. Ce titre a suivi directement la reconstruction d'une équipe senior, disparue après l'exil dans d'autres clubs régionaux des éléments de la jeune génération dorée du Stade qui a évolué en Championnat de France -18 ans puis en Prénationale. 
En plein renouveau, la section masculine a pour ambition de retrouver les sommets régionaux, tant au niveau de l'équipe senior que des formations jeunes. En 2012, le SCHB retrouve le plus haut niveau régional avec une montée en Prénationale.

## Gymnase André Autun
Le SCHB évolue au gymnase André Autun (d'une capacité d'environ 400 spectateurs dans des conditions optimales de confort) depuis son inauguration en 2001. Cette salle se situe dans l'un des quartiers Nord de Clermont-Ferrand : Croix de Neyrat, dans la rue du Cheval. Le gymnase abrite également le siège du club.